# Regen (město)
Regen (česky Řezen) je město nacházející se v německé spolkové zemi Bavorsko. Je hlavním městem zemského okresu Regen, který spadá pod vládní obvod Dolní Bavorsko.
Regen leží v Bavorském lese, 18 kilometrů od českých hranic. Protéká tudy řeka Schwarzer Regen (Černá Řezná).

## Historie
Regen vznikl pravděpodobně na konci 11. století proboštstvím Rinchnach, a první písemná zmínka o této obci se datuje k 30. březnu 1148, kdy papež Evžen III. vydal ochranný list klášteru Niederaltaich. Tento dokument potvrdil, že kostel v Regenu byl majetkem opatství Niederaltaich. Postupně se z obce stalo významné mostní a pohraniční město, kde v roce 1207 vznikl první dřevěný most. V období 1902–1905 byl na tomto místě postaven nový most Ludwigsbrücke, pojmenovaný po králi Ludvíkovi III.
V roce 1254 se Regen, stále součástí Rinchnachu, stalo klášterním trhem. O dvacet let později, v roce 1270, vévoda Jindřich XIII. podepsal smlouvu s opatem Niederaltaichu, čímž se Regen stal vévodským trhem. Tento vývoj pokračoval až do roku 1468, kdy vévoda Albrecht IV. upevnil tržní práva pro město. Již o dvacet let dříve, v roce 1448, mu byl udělen městský znak vévodou Albrechtem III.
Během třicetileté války byl Regen v letech 1633, 1641 a 1648 poničen a vypálen Švédy. Požár v roce 1633 přinesl zázrak, když obraz Panny Marie přežil v pekařském domě, což vedlo k založení poutních míst jako Mariina pláň a Maria Trost. Od konce 16. století se zde konají volské a komoditní trhy, a v roce 1827 byla postavena první školní budova na viniční louce. Regen se v roce 1828 stal oficiálně obcí, a v roce 1852 byla založena dívčí škola. Dne 16. září 1877 byla otevřena železniční trať z Plattlingu do Bayerisch Eisensteinu, a na této trati byla také postavena železniční stanice v Regenu.

### 20. století
Dne 1. ledna 1932 získal Regen status města. V období 24. dubna 1945, před americkou invazí, byly vyhozeny do povětří tři mosty, což bylo následováno prudkými boji, při kterých utrpělo škody nebo bylo zcela zničeno 36 domů. Tragicky při těchto událostech zahynulo 33 německých vojáků a 17 civilistů, zatímco 79 místních rodin přišlo o své domovy.
Americká okresní vojenská vláda rozhodla o umístění svého sídla v sousedním městě Zwiesel. Dne 3. července 1945 byl na její příkaz přemístěn okresní úřad do Zwieselu, což vyvolalo vášnivou "přetahovanou" o umístění sídla okresního úřadu. Vláda Dolního Bavorska třikrát nařídila, aby byl úřad přesunut zpět do Regenu, naposledy 8. dubna 1948. Teprve 17. dubna 1948, ve 3:30 ráno, přivezlo 49 mužů vedených okresním hejtmanem Wernerem Haasem okresní úřad zpět do Regenu. Navrátilce vítaly oslavy s hudbou a bílomodrými vlajkami, avšak na příkaz vojenské vlády byly tyto oslavy následně zastaveny.

## Ekonomika a infrastruktura

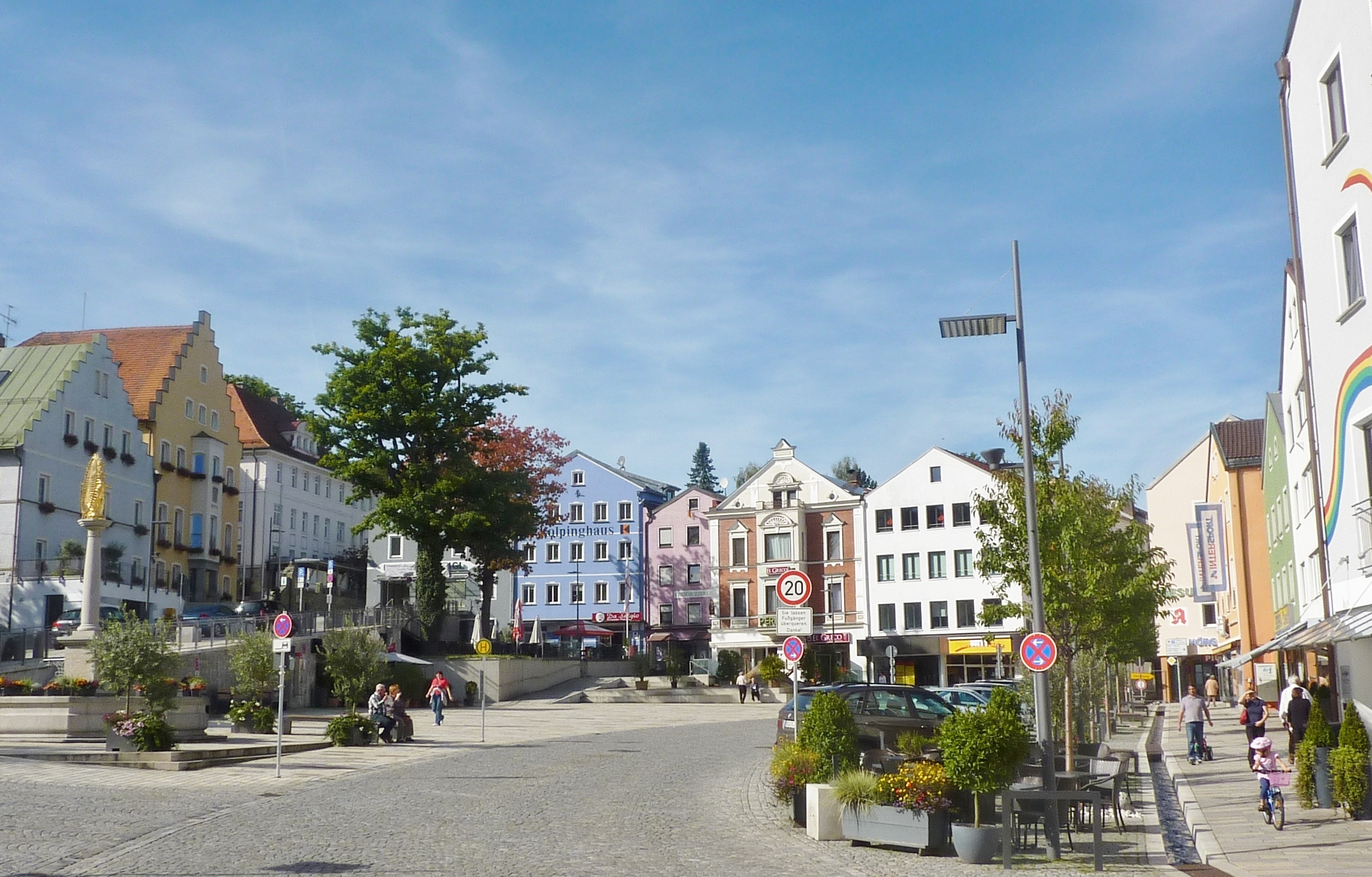
Náměstí v Regenu

V Regenu nalezneme více než 5600 pracovních míst, jež spadají do oblasti sociálního zabezpečení, a to včetně několika obchodních a průmyslových sektorů. Mezi významné oblasti patří i přítomnost Bundeswehru, která v městě zastává klíčovou roli v místním zaměstnání, především díky kasárnám Bayernwald. Tyto kasárny, sloužící jako domov 112. tankového praporu, jsou nedílnou součástí města již od roku 1960.
Regen Shopping Park, disponující více než 30 specializovanými obchody a obchodních domů, přináší rozmanité možnosti nákupů.

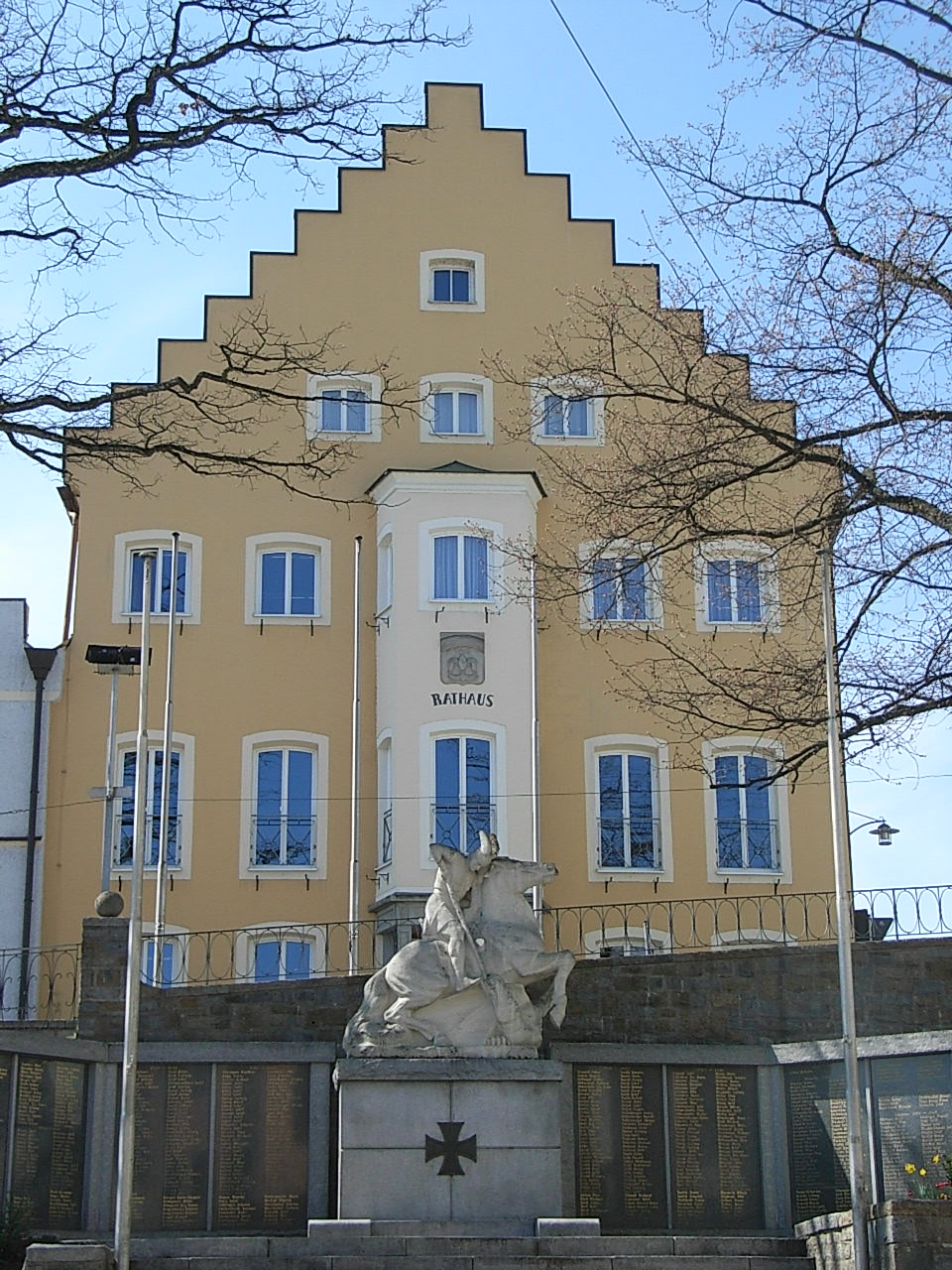
Radnice s válečným památníkem

V rámci bankovních institucí jsou v Regenu přítomny pobočky Postbank, Sparda-Bank, Sparkasse a VR-Bank.

## Pamětihodnosti
- Kostel sv. Ducha
- Farní kostel sv. Michala
- Kostel sv. Jana
- Zřícenina hradu Weißenstein

## Partnerská města
- Eschwege, Německo
- Mirebeau, Francie
- Roth, Německo